# Shinji Hosokawa
Pour les articles homonymes, voir Hosokawa.
Shinji Hosokawa (細川伸二, Hosokawa Shinji), né le 2 janvier 1960 à Ichinomiya (Hyōgo), est un judoka japonais évoluant dans la catégorie des moins de 60 kg (poids super-léger). Il est sacré champion olympique en 1984.

## Palmarès
| Année | Compétition           | Lieu        | Résultat | Catégorie      |
| ----- | --------------------- | ----------- | -------- | -------------- |
| 1984  | Jeux olympiques       | Los Angeles | 1er      | Moins de 60 kg |
| 1985  | Championnats du monde | Séoul       | 1er      | Moins de 60 kg |
| 1987  | Championnats du monde | Essen       | 2e       | Moins de 60 kg |
| 1988  | Jeux olympiques       | Séoul       | 3e       | Moins de 60 kg |